# Anahita similis
Anahita similis är en spindelart som beskrevs av Lodovico di Caporiacco 1947. Anahita similis ingår i släktet Anahita och familjen Ctenidae. Inga underarter finns listade i Catalogue of Life.